# Löblich & Co.

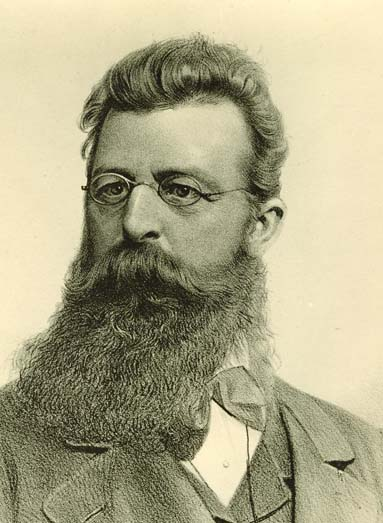
Franz Löblich (1827–1897)

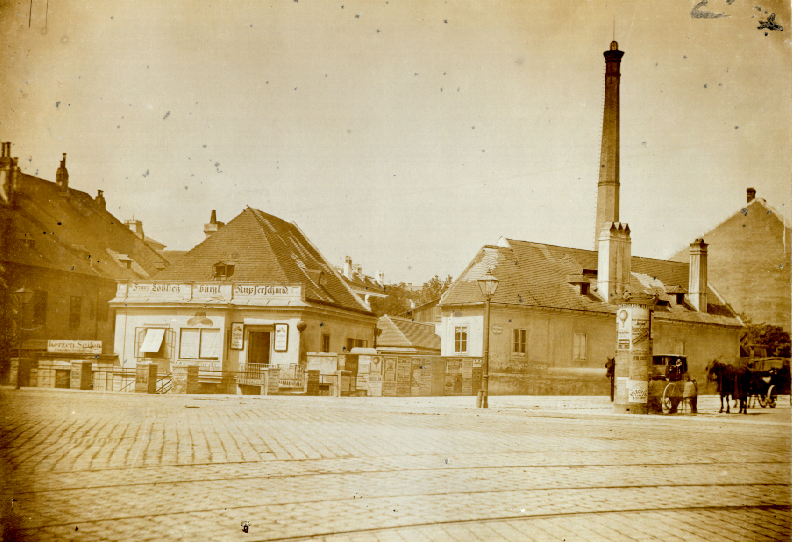
Die Kupferschmiede Löblich Wien, Himmelpfortgrund 1, um 1870

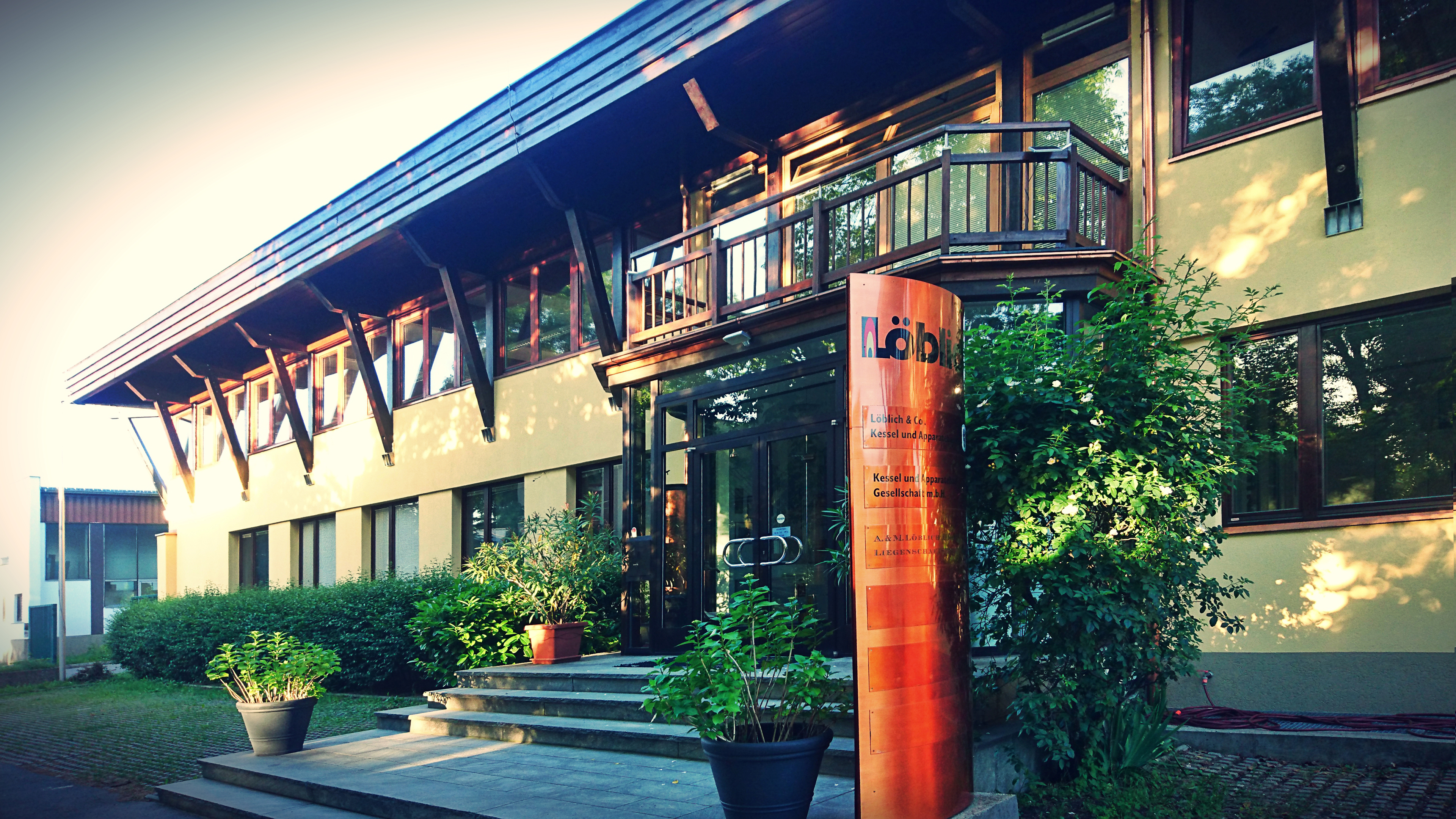
Firmenzentrale Werk Wien X. Favoritner Gewerbering 1

Löblich & Co. Kessel- und Apparatebau KG ist der Name eines der ältesten Unternehmen in Österreich. Löblich & Co. ist ein seit elf Generationen auf Kupferschmiede und Apparatebau spezialisiertes Unternehmen mit Hauptsitz in Wien am Favoritner Gewerbering 1, im 10. Wiener Gemeindebezirk Favoriten und heute in den Geschäftsbereichen Heiztechnik und Großküchentechnik tätig.

## Geschichte
Die Firma wurde am 20. August 1738 von Josef Krottenthaller in Wien als Kupferschmiede gegründet. Nach seinem Tod führte seine Frau Eva den Betrieb 14 Jahre weiter. Danach erbten die 5 Töchter die Schmiede, die Johann Georg Wolf als Geschäftsführer einstellten, der schließlich am 19. Dezember 1802 den Betrieb zur Gänze übernahm. Der Sohn seiner Schwester Katharina und des Kellermeisters Ferdinand Löblich, Leopold Löblich (* 1795) übernahm am 20. Juli 1823 den Betrieb nach dem Tod seines Onkels. Leopold Löblich war ab 1814 Kupferschmiedemeister und bereits ab 23. Juni 1810 im Betrieb tätig. Das Unternehmen ist nach wie vor im Besitz der Nachkommen der Familie Löblich.
Einen großen Aufschwung nahm das Unternehmen im 19. Jahrhundert unter der Führung von Franz Löblich (1827–1897), der zweite Sohn von Leopold Löblich, entwickelte sich vom Handwerksbetrieb zur Manufaktur für Kupfergeschirre, Heiz- und Kochgeräte. Zu seiner Zeit wurde 1860 die Produktion an die Nußdorfer Straße 21 angesiedelt.
Seit 1858 lieferte Löblich Kupfergeschirr an den kaiserlichen Hof, der verzinnte Formen für die Hofzuckerbäckereien und die Hofküchen brauchte. Franz Löblich wurde schließlich 1893 zum k.u.k. Hoflieferanten ernannt.
Unter Leopold Löblich (III.), dem Sohn von Franz Löblich, Vorstand des K.u.K. Reichsverbandes der Kupferschmiede wurde Anfang des 20. Jahrhunderts die Produktion umgestellt und in den 1920er und 30er Jahren die Edelstahlproduktion in die Großküchentechnik und Produktion von Gastronomiegeräten in Österreich eingeführt. Ursache war zunächst der Mangel an Kupfer infolge des Ersten Weltkriegs gewesen. In der Folge wurde der aus dieser Not heraus geborene Materialwechsel zum Vorteil genutzt und durch die von Löblich eingeführten neuen Edelstahllegierungen die Langlebigkeit von Kochkesseln erheblich gesteigert.
Leopold Löblich (III.) erhielt Unterstützung von seinen Neffen Franz und Max nach 1929. Die von Löblich erzeugten Kochgeräte und Gastronomiemaschinen fanden in der Zeit vor dem Zweiten Weltkrieg eine für ein kleines, österreichisches Unternehmen beachtliche internationale Verbreitung, zum Beispiel die Samoware für die transsibirische Eisenbahn oder die dampfbetriebene Kaffeebrühmaschine „Mustapha“, die bei der Weltausstellung in Paris 1937 mit einer Goldmedaille ausgezeichnet wurde.
Während des Zweiten Weltkrieges erhielt das Unternehmen Aufträge von der Wehrmacht für die Ausstattung von Küchen und Lazaretten. Auf Grund von Kämpfen in Wien 1945 verbrannte der Großteil des Unternehmensarchivs.
Nach dem Zweiten Weltkrieg wurden unter KR Ing. Maximilian Leopold Löblich die ersten Gasheizkessel Österreichs, sowie Warmwasserbereiter entwickelt und auch die ersten wandhängenden Gasheizgeräte gebaut. In den 1950er Jahren verlegte sich Löblich neben der Großküchentechnik auf die Produktion von Heizkesseln für Stadtgas, später Erdgas, die bis in die 1970er Jahre zum wichtigsten Geschäftsbereich wurde. In den 1980er und 1990er Jahren unter der Leitung von Adolf Löblich und Max Wolfgang Löblich erfolgte ein schrittweiser Umstieg hin zu Vertriebspartnerschaften, Großhandels- und Servicetätigkeiten.
Unter Ing. Max W. Löblich wurde der Import für große französische und italienische Heizungshersteller übernommen. Im Heizgeräte-Export reichen die Referenzprojekte von den österreichischen Nachbarländern (Ungarn, Slowenien) bis nach Afrika (Algerien). Im Gastronomietechnikbereich wurden unter Ing. Adolf Löblich und Markus Seiller-Tarbuk weltweit eine Vielzahl an Großküchen in Spitäler und Hotels (beispielsweise nach Sambia, Ägypten, Libyen, Ceylon, Indonesien und die Philippinen) exportiert. Mit deren Neffen Markus Seiller-Tarbuk ist nunmehr seit 1823 die – in direkter Linie – sechste Generationen der Unternehmerfamilie in der Geschäftsführung tätig.
Im Zuge einer Reorganisation erfolgten 1999 Teilbetriebsschließungen und eine Konzentration der Geschäftsbereiche Heiztechnik und Gastronomietechnik, wo Großküchengroßprojekte, vorwiegend in Afrika, Südostasien und Ostasien die Tätigkeit auf dem Inlandsmarkt ergänzen. Im Inlandsmarkt konzentriert sich das Unternehmen auf die Geschäftsfelder Gasheizung und Großküchentechnik. Ein gesonderter Geschäftsbereich der Unternehmensgruppe ist die Liegenschaftsentwicklung mit Schwerpunkt auf gewerbliche Liegenschaften. Die langjährige eigene Erfahrung mit den spezifischen Anforderungen an Immobilien für Produktion, Werkstätten, Büro und Lagerbetrieb diente zum Aufbau eines neuen Standbeins, der Entwicklung von Gewerbeimmobilien für Lager und Werkstätten in einer eigenen Immobiliengesellschaft.